# Kedungwaringin (Kedungwaringin)
Kedungwaringin is een bestuurslaag in het regentschap Bekasi van de provincie West-Java, Indonesië. Kedungwaringin telt 12.406 inwoners (volkstelling 2010).